# Feminisme i Guerra Civil espanyola

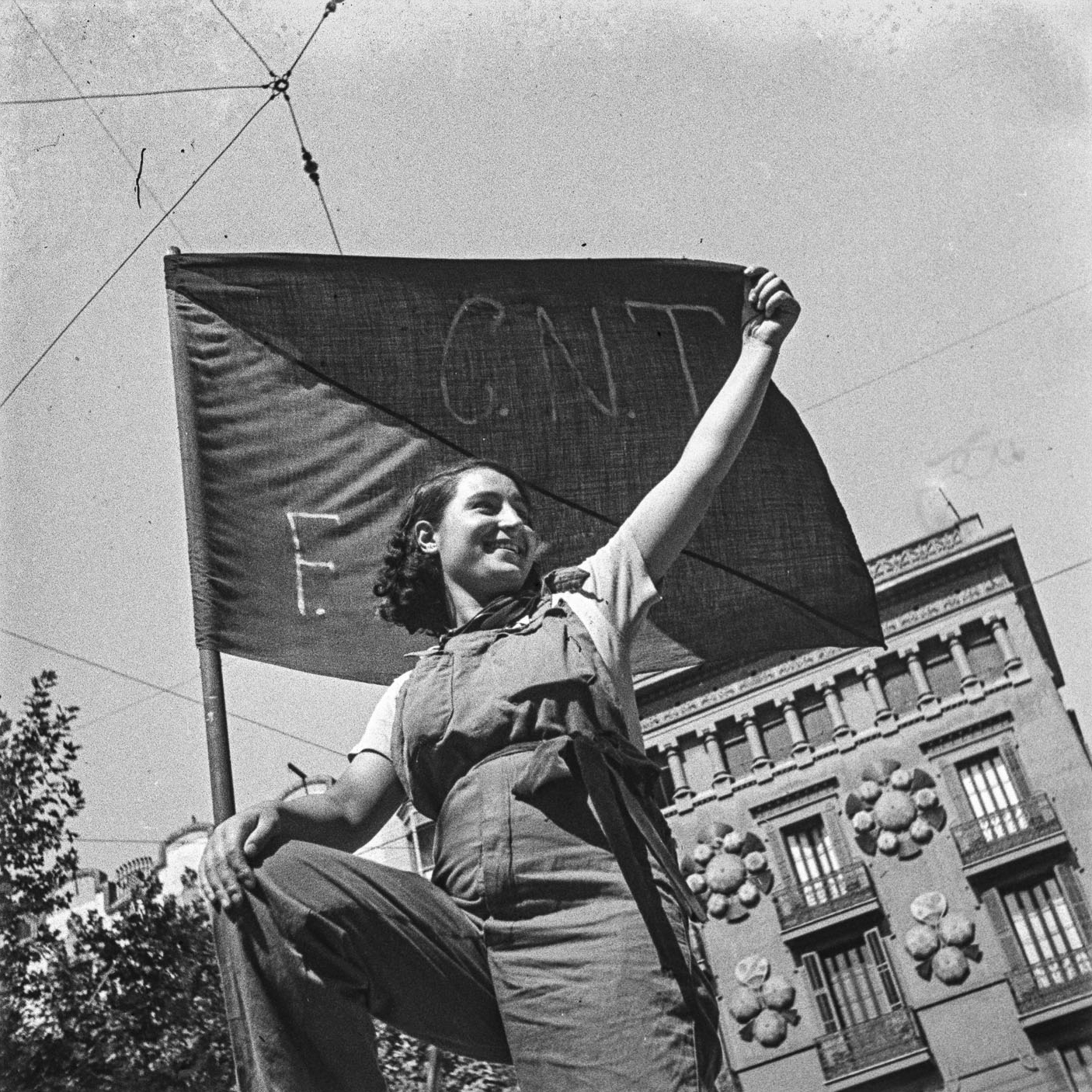
Anita Garbín dempeus sobre una barricada, a la cruïlla de la Rambla de Barcelona amb el carrer de l'Hospital, amb bandera de la CNT-FAI. La Revolució social espanyola de 1936 es va caracteritzar per la participació de les dones en la política i l'exèrcit, l'anticlericalisme i l'anarcocol·lectivisme d'indústries i activitats agrícoles.

El moviment feminista en la guerra civil espanyola va estar força involucrat en els esdeveniments bèl·lics, tot i que,  encara que les condicions de la seva participació tenen les seves arrels abans de la Segona República.
El moviment feminista a Espanya va començar durant el segle xix, amb l'objectiu d'aconseguir drets per a les dones i lluitar perquè poguessin aspirar a alguna cosa més que la vida a la llar. Amb el suport de diverses escriptores espanyoles, va ser un dels primers moviments feministes a introduir aquest pensament dins de l'anarquisme. Davant del que intentava fer el feminisme a altres països, les feministes espanyoles intentaven aconseguir els seus objectius en aquest període a través de l'educació de la dona. Quan les activistes intentaven introduir objectius feministes a la vida política, en general de forma espontània, les iniciatives es veien ràpidament descartades pels homes. Margarita Nelken, María Martínez Sierra i Carmen de Burgos van ser escriptores importants d'abans de la República que van influir en el pensament feminista a territori espanyol.
La Dictadura de Primo de Rivera va donar més oportunitats que les dones s'involucressin políticament, amb l'elecció de dones per al Congrés dels Diputats. Encara que sense èxit en aquell moment, també es van fer els primers passes cap al sufragi femení. La independència femenina, organitzada principalment a Madrid al voltant del Lyceum Club, va ser condemnada per membres de l´Església catòlica que la considerava escandalosa. Les dones van continuar estant excloses de les organitzacions polítiques i laborals com el Partit Socialista Obrer Espanyol o la Confederació Nacional del Treball.
El feminisme de la República i de la Guerra Civil era una qüestió típica de “doble militància” i estava molt influenciat per l'anarquisme i pel compromís amb els avenços socials. Tot i això, l'emancipació de les dones es va veure constantment amenaçada pels intents per part dels partits d'esquerra d'evitar que els seus oponents prenguessin el poder. La majoria dels avenços obtinguts, inclòs el dret a vot, el matrimoni civil, l'avortament i l'accés al control de la natalitat, es van perdre abans de la caiguda de la Segona República. Clara Campoamor va ser la principal defensora del sufragi femení en aquest període.
Durant la Guerra Civil, el feminisme esquerrà dominant va adoptar sovint un enfocament individualista per abordar les desigualtats, amb batalles sobre si la seva autonomia hauria de ser personal o política. Dones Lliures, fundada per Lucía Sánchez Saornil, Mercè Comaposada i Guillén i Amparo Poch y Gascón el maig de 1936, es va convertir en una de les organitzacions més importants pel moviment feminista. Dolores Ibárruri es va guanyar el sobrenom de la Passionària mentre viatjava pel país per oposar-se a les forces franquistes, esdevenint una de les veus feministes més visibles i importants.
Francisco Franco i les seves forces van guanyar la Guerra Civil el 1939. Posteriorment, el feminisme dominant va desaparèixer del discurs públic, sent reemplaçat en gran manera per una forma opressiva de feminitat promoguda per l'Estat, que no era més que el suport als rols de gènere tradicionals que negaven l'autonomia personal i política de les dones. Les normes de gènere tradicionals van tornar amb força. Els escrits de dones que es van publicar al període de postguerra van sorgir en gran manera dels treballs d'aristòcrates com María Lafitte, la comtessa de Campo Alanaga i Lilí Álvarez. Les obres de feministes republicanes de preguerra com Rosa Chacel i María Zambrano, que van continuar escrivint a l'exili, s'introduien a Espanya en contraban. Com a resultat, les contribucions que les dones i les feministes havien fet durant la Guerra Civil van ser en gran manera oblidades.

## Preludi a la Segunda República (1800 - 1922)
Durant el segle xix, les principals defensores dels drets de les dones a Espanya eren Teresa Claramunt i Teresa Mañe Miravet, totes dues provinents del moviment anarquista. Ángeles López de Ayala va fundar la Sociedad Progresiva Femenina el 1898, una de les primeres organitzacions feministes d'Espanya juntament amb la Sociedad Autónoma de Mujeres de Barcelona que ella mateixa havia fundat el 1892. Es basaven en idees desenvolupades per les feministes nord-americanes com Voltairine de Cleyre i Emma Goldman. Les dones espanyoles van ser de les primeres a introduir l'anarquisme al pensament feminista.
El feminisme espanyol en el període entre 1900 i 1930 era diferent de moviments similars del Regne Unit i els Estats Units. Tenia una perspectiva liberal o d'esquerra. Entre les intel·lectuals feministes espanyoles d'aquest període podem destacar a la militant socialista Maria Cambrils, que va publicar Feminismo socialista, Clara Campoamor, Virginia González Polo i Carmen de Burgos. Una de les feministes més notables d'abans de la República va ser l'advocada i la reformadora del sistema de presons Concepción Arenal. Ella creia que era important que les dones poguessin aspirar a alguna cosa més de la vida a la llar.
El moviment feminista va començar a guanyar força el 1915, quan l'Asociación Nacional de Mujeres Españolas (ANME) va començar a treballar per abordar les necessitats de les dones. El feminisme primerenc d'ANME es va caracteritzar per les inclinacions de dreta, com a resultat d'estar associat amb les classes altes d'Espanya.
La Secció Vària de Treballadores anarcocol·lectivistes de Sabadell va ser fundada el 1884 per Claramunt i altres dones d'idees afins. Treballant amb els ateneus obrers, intentaven empoderar homes i dones a través de l'educació.
La Sociedad Autónoma de Mujeres de Barcelona va ser creada com una organització laboral el 1891 per Teresa Claramunt, Ángeles López de Ayala i Amàlia Domingo Soler per donar suport als seus ideals feministes, i aviat van organitzar reunions públiques. L'organització defensava que les dones estaven sent doblement castigades per la societat, ja que s'esperava que treballessin fora de casa per mantenir la família i, alhora, havien de satisfer totes les necessitats domèstiques de la llar. L'organització mai no va tenir gaire èxit en la consecució dels seus objectius, ja que moltes dones treballadores no creien necessària la seva representació per part d'un sindicat.
Belén Ságarra va estar involucrada amb la Societat i juntament amb Claramunt van intentar crear l'Associació Lliurepensadora de Dones. A Sàgarra li van impedir fer-ho després de ser arrestada el 1896 per ser anticristiana i promoure el pensament lliure. Mesos més tard veuria a la llum la Sociedad Progresiva Femenina, la qual, a banda de defensar els valors feministes apostava pel  laïcisme, el republicanisme i el lliurepensament, fins i tot al final cap uns postulats lerrouxistes.

### Ocupació i organitzacions laborals

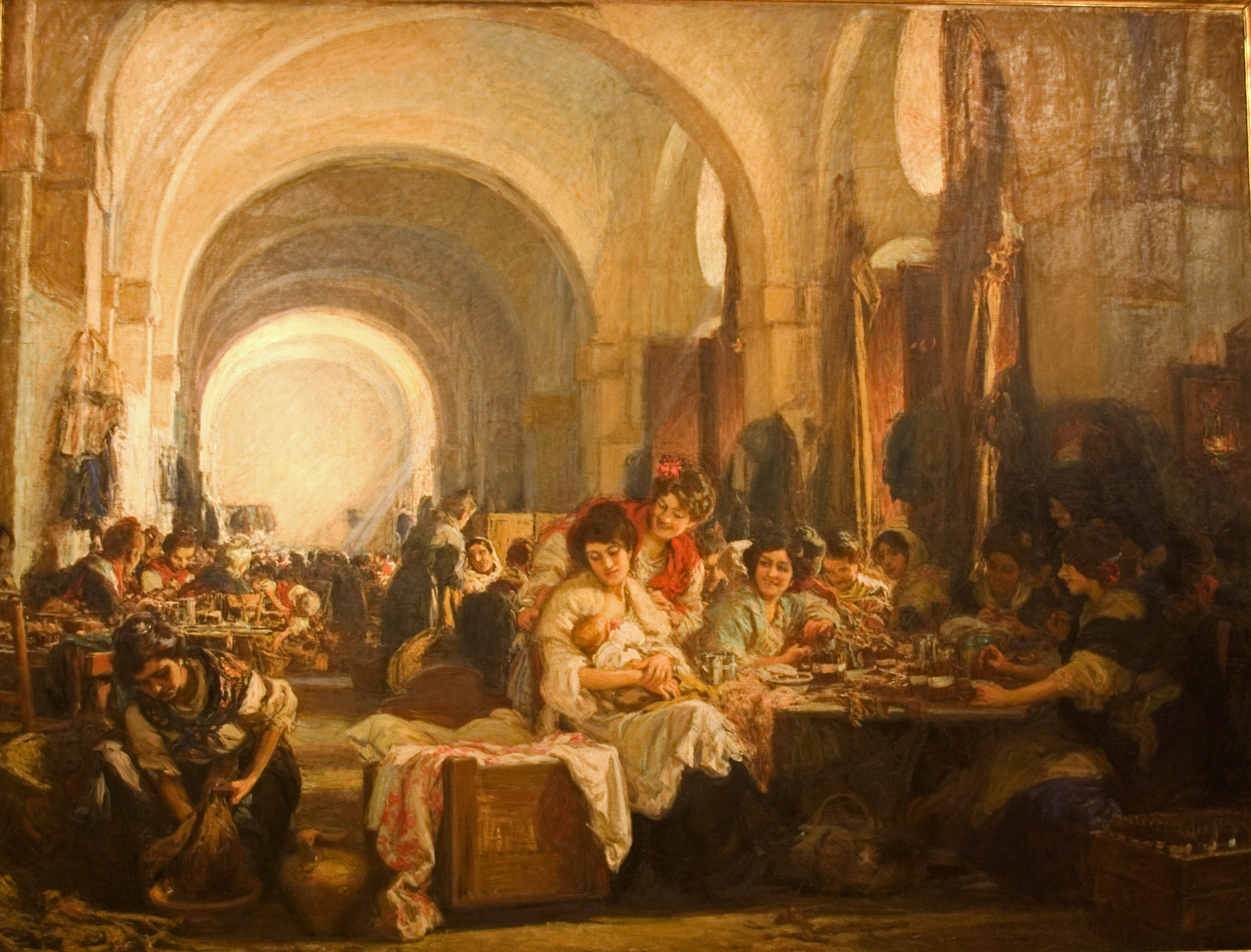
Las Cigarerras, obra de Gonzalo Bilbao (1915)

Cap a 1877 només un 17% de les dones treballaven per compte d'altri, i aquestes ho feien majoritàriament en el sector agropecuari. Tot i que Espanya havia experimentat un procés d'industrialització a finals de segle XIX, les normes restrictives de gènere van tenir com a conseqüència que només el 9% de les dones treballessin per compte aliè el 1930. Això va suposar una caiguda del 12% o mig milió de dones en la força laboral del 1877 al 1930. La prostitució era legal a l'Espanya anterior a la Segona República, i les dones blanques i pobres vivien amb el temor de ser objecte de trata. A la dècada de 1900, les dones podien i en algunes ocasions treballar en tallers clandestins, juntament amb menors d'edat. La majoria de les dones que buscaven feina acabaven treballant a les llars de les classes més adinerades. Aquestes feines estaven tan mal pagades que les treballadores sovint no aconseguien guanyar prou ni per alimentar-se elles mateixes. A les dones que treballaven a les fàbriques sovint se'ls pagava la meitat del salari que rebien els seus homòlegs masculins.
Tot i la falta de presència en la força laboral, les dones participaven activament en protestes laborals en aquells sectors industrials en què estaven sobrerepresentades. El Motí de l'aigua de 1820 va ser una protesta organitzada per les "cigarreras" de la  Fábrica de Tabacos de Madrid en resposta a la greu crisi d'abastiment d'aigua que es produia a la ciudad. Es considera el primer gran acte de reivindicació col·lectiva i protesta laboral a Espanya.Deu anys més tard, aquest col·lectiu va organitzar cinc dies de disturbis per reduccions salarials i condicions de treball insalubres organitzades per 3000 treballadores de la tabacalera madrilenya. El 1857 4.000 treballadores de La Corunya, també treballadores al sector del tabac vam defensar els seus drets. Les treballadores del tabac també van ser les primeres a sindicalitzar-se, creant el seu primer sindicat el 1918. El sindicat va aconseguir que es dupliquessin els salaris de les seves treballadores entre 1914 i 1920. També va aconseguir que es tripliquéssin aquests salaris el 1930. Les seves protestes laborals van continuar durant la Segona República. Tot i la seva participació en l'organització del treball de la indústria del tabac, les dones havien estar absents dels moviments sindicals des de finals del segle xix a Espanya. Encara que hi havia poques oportunitats per a la dona, algunes van aconseguir obtenir llocs governamentals d'alt nivell, tot i que en poca quantitat.

### Activitat educativa

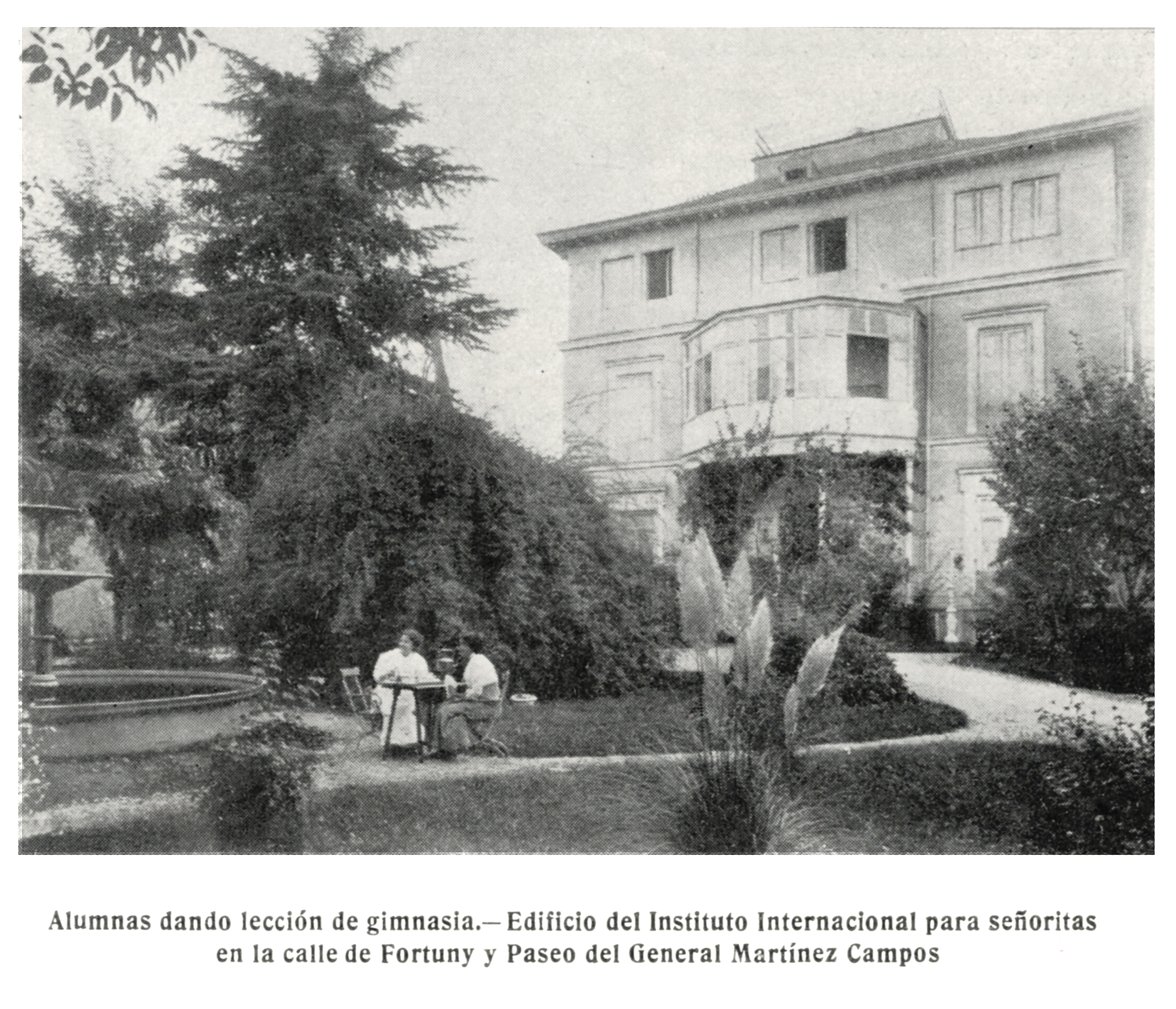
Edifici de la Residencia de Señoritas, al Paseo de Martínez Campos (Madrid)

Durant el segle xix va aparèixer per primer cop una classe mitjana a Espanya. Això va precipitar el qüestionament intern entre l'elit espanyola en relació amb les desigualtats socials que havien existit al país, des de la fundació de l'estat espanyol modern quan Isabel de Castella es va casar amb Ferran d'Aragó, consolidant el territori espanyol sota un sol govern. Aquest debat va portar a la creació de la Primera República Espanyola de 1873 a 1874.
La Institució Lliure d'Ensenyament (ILE) va ser fundada per intel·lectuals espanyols perseguits i dirigida a lliurepensadors d'institucions educatives fora del control del govern. La ILE va ser fonamental en la formació d'ideologies que van conduir a la creació de la Segona República espanyola. El seu treball va ser revolucionari a Espanya, ja que va ser una de les primeres organitzacions a reconèixer el potencial de les dones, tot i que encara es considerava limitat. A aquest efecte, el membre d'ILE Fernando de Castro, llavors degà de la Universitat de Madrid, va crear les "Conferèncias dominicales para la educación de la mujer" el 1868.
María de Maeztu, feminista i pedagoga de principis del segle xx, va ajudar a cofundar l'Instituto Internacional para Señoritas en España el 1913 com a part de diverses iniciatives de col·laboració amb la visita el 1871 de l'estatunidenca Alice Gordon Gulick. El 1915 es fundaria la Residencia de Señoritas. En la lluita per aconseguir accés a l'educació per a les dones durant l'època anterior a la República, el 1926 va fundar el Lyceum Club amb la cooperació de l'Instituto Internacional. Entre les seves files hi hauria altres feministes espanyoles importants com Isabel Oyarzabal de Palència i Victoria Kent. Cap al 1930 tenia més de 500 membres, així com una delegació a Barcelona 

### Participació política
A causa de que la dona, abans de la Segona República es limitava en gran manera a les tasques domèstiques, la seva activitat política tendia a centrar-se, principalment, en temes relacionats amb el consum. Les dones van protestar i es van amotinar en aquest període per l'escassetat de béns i serveis, els alts lloguers i els alts preus dels béns de consum. Les seves protestes es van dirigir a encoratjar el govern a canviar les seves polítiques per abordar aquests problemes.
El Partit Socialista Obrer Espanyol (PSOE) va ser fundat el 1879 principalment com una organització de suport al moviment obrer. Els seus membres a principis del segle XX eren gairebé exclusivament homes, i els socialistes no tenien cap interès en els problemes de les dones ni en els objectius feministes. El primer grup de dones dins del PSOE no es va fundar fins al 1902, però no seria el darrer. Els grups de dones del PSOE van romandre petits i subordinats a l'interès majoritari dominat pels homes. A principis de les dècades del 1900, 1910 i 1920 es va produir un augment significatiu en el nombre de dones de la força laboral en sectors com la infermeria i l'educació. Aquestes dones també es van afegir als sindicats. Durant la dècada de 1920 i principis de la dècada de 1930, les dones es van involucrar de manera més activa en els moviments socialistes. Això no es va traduir en la seva participació en l'àmbit polític, ja que les organitzacions polítiques socialistes eren obertament hostils cap a les dones i no estaven interessades a atreure'n la participació. Quan les dones van crear organitzacions socialistes, van ser accessòries a les gestionades pels homes. Aquest va ser el cas del Grupo de Socialistas Feministas de Madrid i el Grupo Socialista Feminista. A diferència de les companyes anarquistes, les dones socialistes exercien papers molt més passius. Com a conseqüència, quan va començar la Guerra Civil, poques dones socialistes es van unir al capdavant. Destaquem les dones socialistes d'aquest període: Matilde Huici, Matilde Cantosi Matilde de la Torre. Amb la seva participació a través de grups de dones, la seva defensa va ser sovint ineficaç en la consecució de drets per a les dones, ja que la seva posició dins de l'àmplia estructura de govern del partit socialista era molt feble.
Pel que fa a l'anarquisme espanyol hi va haver una major participació de les dones anarquistes, tot i que van haver d'enfrontar-se a tensions de gènere que van  limitar la seva participació. Un exemple d'aquest conflicte va tenir lloc durant el Congrés de la Confederació Nacional del Treball (CNT) de 1918, on les tensions de gènere entre els anarquistes van quedar visiblement patents. Els homes van intentar fer servir el Congrés per afirmar el seu poder sobre les dones per establir objectius i polítiques que els permetéssin dominar-les tant a l'esfera pública com a la privada. La raó fonamental va ser que els homes anarquistes no volien que canviés la dinàmica de poder, disminuint el que ells ja tenien prèviament. Entre les figures mes destacades que van influir en el pensmanet de l'anarquisme feminista a Espanya cal destacar la figura de Emma Goldman com a teòrica de l'emancipació de la dona, problemes socials i lluita sindical.
Poques dones van afiliar-se al Partit Comunista d'Espanya (PCE); Dolores Ibárruri ho va fer a principis de la dècada de 1920. Participant activa en l'organització de vagues i apostant pels drets de la dona, Ibárruri va ser triada membre del Comitè Central del PCE el 1930. Dos anys després, es va convertir en directora de la seva Comissió de Dones.

### Periodisme i literatura
Amb el terme Generació del 27 a Espanya s'inclouen escriptors i escriptoras, artistes i filòsofes que compartiren les mateixes inquietuds en que sorgeix un nou prototipus de dona que assumeix un nou rol a partir de les conseqüències de la Crisi de 1898, la Dictadura de Primo de Rivera i la Primera Guerra Mundial. Elles es coneixem amb l'apel·latiu de Las Sinsombrero, que aludeix a que l'absència de la peça que tapa el cap permet alliberar les idees i les inquietuds. La majoria van tenir poc protagonisme públic i es van exiliar després de la Guerra Civil.
Quatre noms: Margarita Nelken, María Martínez Sierra, Carmen de Burgos i Rosalía de Castro van ser escriptores importants de la República que van influir en el pensament feminista espanyol.
Carmen de Burgos era coneguda principalment per escriure novel·les breus que es van fer molt populars, tot i que també va publicar escrits feministes durant el període anterior a la República. No obstant això, la seva obra La mujer moderna y sus derechos  de 1927 va ser una de les obres feministes més importants del seu temps. Com a feminista, va començar la seva carrera d'escriptora a principis de la dècada de 1920 com una feminista relativament moderada. Després d'haver escrit per a diversos diaris liberals i progressistes entre els anys 1900 i 1920, es va anar radicalitzant amb el pas del temps i, cap a finals de la dècada, formaria part de la primera onada del feminisme. Com a feminista, va lluitar per reformes de l'ordenament jurídic espanyol, amb la legalització del divorci i el sufragi femení.
María Martínez Sierra va escriure amb el pseudònim de Gregorio Martínez Sierra, i va publicar una sèrie de quatre assajos amb el nom del seu marit entre 1916 i 1932. Entre aquests escrits es troben: Cartas a las mujeres de España, Feminismo, feminidad, españolismo, La mujer moderna, i Nuevas cartas a las mujeres de España. No va ser fins a la mort del seu marit el 1947 que María Martínez va reclamar l'autoria d'aquests escrits i va admetre haver utilitzat deliberadament un nom masculí per guanyar credibilitat. El feminisme defensat per aquestes obres era paradoxal atès que se suposava que era d'autoria masculina. El seu ampli ventall d'obres feministes també va buscar referents fora del feminisme construït per dones d'Amèrica del Nord i Gran Bretanya, però també va tenir una bona acollida a Espanya, ja que les seves obres es representaven als teatres de Madrid. Una de les seves principals contribucions va ser canviar el mitjà a través del qual es compartien els temes feministes, tractant en el seu cas principalment el problema de la subordinació de les dones.
La condición Social de la mujer en España  va ser l'obra més destacada de Margarita Nelken durant aquest període. Publicada l'any 1919, va ser revolucionària dins del feminisme espanyol, ja que va anar més enllà de descriure els problemes de les dones per proposar solucions, defensant canvis en les relacions de les dones amb altres col·lectius com els sindicats i altres associacions d'homes de classe mitjana, dones de diferents classes i institucions com l'Església catòlica. Des d'una perspectiva socialista, les seves obres feministes tractaven el conflicte sobre els rols que s'esperava que les dones tinguessin en una societat patriarcal.
Rosalía de Castro, nascuda l'any 1837 a Santiago de Compostel·la, va escriure novel·les des d'un punt de vista femení que tractaven el sofriment a mans dels homes, per la violència justificada per la societat patriarcal en la qual es desenvolupava. La seva obra va abordar des del realisme la condició de les dones i la seva lluita per superar les injustícies socials que les encadenaven a una determinada forma de vida. Així mateix va tenir un paper important en la recerca d'ajuda per a les dones que buscaven justícia per la violència que havien patit.

## Dictadura de Primo de Rivera (1923-1930)

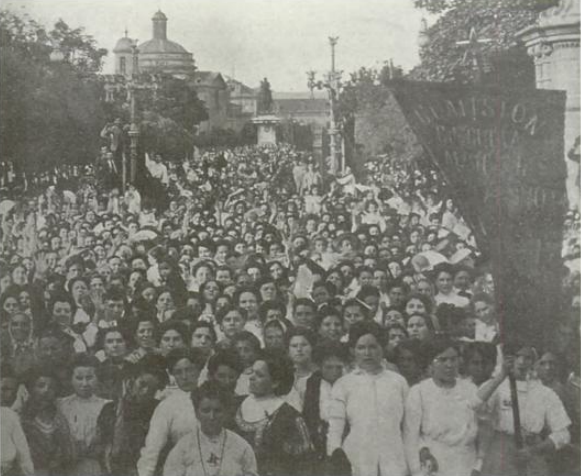
Manifestació convocada per Ángeles López de Ayala, precursora de la Sociedad Progresiva Femenina, el 1910 a Barcelona

La Dictadura de Primo de Rivera va començar el 13 de setembre del 1923 fins el 28 de gener del 1930, portant a la convocatòria d'eleccions el juny de 1931.Durant aquest període es van portar a terme nombroses fites feministes a Espanya. Quan les dones s'organitzaven, els homes consideraven les activitats objecte de broma. La independència femenina, principalment organitzada a Madrid al voltant del Lyceum Club, va ser condemnada per membres de l'Església catòlica que la veien com a escandalosa. Alguns homes la veien com una amenaça a l'statu quo. Les feministes en el període de la dictadura sovint es van centrar en accions limitades però clares de no conformar-se sobre lenfocament que es donava a la condició de dona. La majoria de la seva activitat va estar dedicada a crear obres de ficció que canalitzaven la seva crítica social. A finals de la dècada del 1910, existien també altres organitzacions feministes amb membres que venien de famílies de classe mitjana i no representaven l'espectre més ampli de dones a Espanya
En 1918, les associacions com La Mujer del Porvenir, la Asociación Concepción Arenal de València, Grupo de Acción Social Femeníno de Madrid i la Sociedad Progresiva Femenina, es van esforçar per bastir un projecte que ampliés els limits regionals i acutés en nom del progrés de la dona a nivell estatal. El resultat va ser la formació d'un Consejo Feminista de España i la Liga Española para el Progreso de la Mujer o Asociación Nacional de Mujeres Españolas, que va enviar el 1919, la primera petición integral de vot femeni al parlament espanyol..
Abans de la Segona República, el PSOE va reconèixer que les treballadores no tenien un sistema de beques i d'accés a instal·lacions educatives equivalents a les dels seus companys. Tot i això, no van oferir cap tipus de solució política al problema ni van defensar la necessitat d'abordar l'educació de les dones. L'abast del seu activisme a favor de l'educació de les dones es limitava a demandes d'educació integral per a homes i dones. El Grup Socialista Femení de Madrid es va reunir el 1926 per discutir la qüestió. Entre les assistents hi havia Victòria Kent i Clara Campoamor.
En els anys que van portar cap a la constitució de la Segona República i cap a la Guerra Civil, moltes dones de classe mitjana i alta es van fer feministes arran de la seva educació en internats, lluny de la influència dels seus pares, que no podien, per tant, guiar l'evolució dels seus pensaments polítics , ni adoctrinar-les en una estructura de classes essencialment les normes socials de gènere. En el cas de les famílies d'esquerres, no era estrany que les filles es fessin feministes com a resultat de la seva influència. Altrament, les més conservadores, veien com les seves filles es feien sovint feministes com a reacció a la imposició d'estrictes convencions de gènere que portaven a la ruptura dels llaços familiars

### Activitat política
Les dones que es van involucrar en l'activitat política al període anterior a la República sovint ho van fer de forma espontània. Les dones eren sovint ignorades pels dirigents polítics d'esquerra. Tot i això, els disturbis i protestes que van convocar aquestes dones van contribuir a augmentar la consciència sobre la necessitat que la dona fos més activa en les esferes socials i polítiques per aconseguir millores per a les seves pròpies vides i en el col·lectiu femení en general. Les dones de classe mitjana en nuclis urbans, alliberades del treball domèstic, van  sol·licitar modificacions a les lleis de divorci, una millor educació i igualtat de salaris.Quan els polítics es trobaven davant d'aquestes demandes, sovint les etiquetaven com a “assumptes de dones”. Tot i que no es va aconseguir cap reforma seriosa durant la dictadura de Primo de Rivera si que es va assolir aprovar per primer cop el sufragi femení.
El primer intent el trobem el 17 de març de 1908, durant el debat al Congrés de la nova llei de Règim d'Administració Local, es va posar a discussió l'esmena a l'art. 41 pel republicà Francesc Pi i Arsuaga, fill de Pi i Margall pel qual es concedia el vot administratiu a les dones emancipades, majors d'edat, i caps de família. La proposta va comptar amb la signatura de sis diputats més, tot i que cap d'ells votaria a favor. La petició va ser titllada pels conservadors com a revolucionària i per part de l'esquerra com a reaccionària, ja que la concessió del vot a la dona suposaria lliurar-lo a l'Església. El Govern va considerar que no era el moment oportú, ja que es considerava que l'opinió pública no estava preparada per atorgar aquest tipus de privilegis a la dona.
El vot femení constituïa un element del debat públic en aquest moment. El diputat conservador Burgos y Mazo (ministre de Governació), un dels catorze conservadors que havia votat a favor de l'esmena el 1908, va presentar el 13 de novembre del 1919, un nou projecte de llei electoral. En el mateix, s'atorgava el vot a tots els espanyols d'ambdós sexes més grans de 25 anys que es trobessin al ple gaudi dels seus drets civils, però incapacitava les dones per ser elegibles i establia dos dies per celebrar els comicis, un per als homes i un altre per a les dones. La caiguda del Govern va suposar que el projecte no fos debatut.
En el 1919, el catolicisme impulsa curiosament la causa feminista. Aquest any el Papa Benet XV, juntament amb l'aixecament de la prohibició de la participació activa dels catòlics en política, donarà la seva aprovació, vetllada, al vot femení. A través d'Acción Católica de la Mujer, les dones catòliques representades per Josefina Olóriz, María de Echarri, Blanca de los Rios, Concepción Loring o Teresa Luzzatti, entre d'altres, comencen a reivindicar els seus drets civils i polítics.
L'Estatut Municipal, promulgat el 8 de març de 1924, atorgava per primera vegada el vot a les dones i se'ls donava la possibilitat de ser escollides com a regidores, amb l'únic requisit de ser majors de 25 anys, el mateix que es demanava als homes. Les sessions de les Corts Generals de 1927-1929 van començar a redactar una nova constitució espanyola que inicialment hauria reconegut el dret ple de les dones al vot al seu article 55. L'article no va ser aprovat. Malgrat tot, les dones podien ser elegides com a representants al Congrés dels Diputats, i 15 dones van ser elegides el 10 d'octubre de 1927. Tretze eren membres dels representants d'Actividades de Vida Nacionales; dues més eren representants de l'Estat: entre elles hi havia María de Maeztu, Micaela Díaz i Concepción Loring. Durant la sessió inaugural del Congrés dels Diputats de 1927, el President de l'Assemblea va donar expressament la benvinguda a les dones nouvingudes, declarant que la seva exclusió del Parlament fins aquell moment havia estat injusta. Loring va interrompre la sessió exigint una explicació del ministre de 1927, esdevenint la primera vegada que una dona havia parlat des del Congrés dels Diputats.

## Segona República Espanyola (1931 - 1937)
Un dels aspectes més importants de la Segona República per a les dones és que finalment se'ls va permetre formalment involucrar-se en l'esfera pública i social. El període va ser també testimoni del reconeixement de diversos drets de les dones per primera vegada, incloent-hi sufragi, divorci i accés a educació superior. Això va ser conseqüència de les 'accions feministes portades a terme amb anterioritat del règim republicà i que es van mantenir mentre aquest va estar en vigor.
El feminisme durant la República i la Guerra Civil va ser típicament de "doble militància" i es va veure molt influït per l'anarquisme i sobre el paper que havia de jugar el feminisme a la societat. La Guerra Civil serviria com a punt d‟inflexió per al‟acció feminista a Espanya, abocant a un trecament amb el feminisme de preguerra i postguerra.

### Eleccions a la Segona República
La Segunda República va celebrar tres eleccons generals abans d'iniciar-se la Guerra Civil i començar la dictadura del general Francisco Franco el 1939. Les eleccions van tenir lloc el 1931, 1933 i 1936.
En les eleccions de 28 de juny de 1931 es van dedicar tots els esforços en redactar una constitució que donés el dret de vot a la dona, tot i que si que es podien presentar com a candidates el 8 de maig de 1931 per a les eleccions de juny. Tres dones van ser triades al parlament a les eleccions de 1931: Clara Campoamor Rodríguez, Victoria Kent Siano i Margarita Nelken i Mansbergen.
El sufragi femení es plantejaria per primer cop a Espanya a l'inici de la Segona República. En sessió de les Corts de l'1 d'Octubre de 1931, després d'abrandats debats s'aprovaba l'article 36 de la Constitució en la que s'admetia el sufragi universal, i conseqüentment el dret a vot a les dones per 161 vots a favor i 121 en contra.
Campoamor i Kent, van perdre els seus escons a les Corts en aquestes eleccions. Campoamor, que havia estat la més activa de les tres dones triades el 1931, havia estat bloquejada al congrés durant el temps que va mantenir el seu escó pel seu suport a la llei de divorci. Va ser nomenada per Lerroux Directora de Beneficiencia el mateix any. No obstant això, va deixar el càrrec el 1934, en protesta per la resposta del govern davant de la Revolució d'Astúries.
Margarita Nelken es va enfrontar a problemes similars a les Corts. La seva mare era francesa i el seu pare era un jueu alemany. Com a conseqüència d'això, abans de ser escollida el 1931, Nelken va haver de superar procediments burocràtics especials per assegurar que es nacionalitzava com a ciutadana espanyola. Les seves creences feministes preocupaven i amenaçaven els respresentants homes de les Corts. Malgrat tot, va ser reelegida el 1933, havent de fer front a atacs als mitjans de comunicació i membres del seu propi partit, sent l'única dona que va mantenir l'escó a les tres eleccions del règim republicà. La desil·lusió amb el seu partit la va portar a canviar la seva afiliació al Partit Comunista el 1937.
A les eleccions de 19 novembre de 1933 les dones van poder votar en unes eleccions generals per primera vegada. La victòria dels grups conservadors es va atribuir a les dones i el sentit del seu vot. Es considerava que estaven controlades per l'Església.Les dones que van sortri escollides en aquesta ocasió van ser: Francisca Bohigas, Veneranda Garcia Blanco, Maria Lejárraga, Matilde de la Torre i Margarita Nelken (l'única que va repetir).
Les eleccions de 28 juny de 1936 van donar lloc a un nou govern d'esquerres amb la coalició del Front Popular que intentaria revertir les accions del govern de dretes anterior. El guany de les esquerres, en aquesta ocasió, per alguns investigadors les dones hi van tenir un paper clau, pel bagatge polític que havien assolit. El paper de l'exèrcit espanyol impulsant la rebel·lió contra l'estat constituent no va donar peu a aprofundir en aquests objectius.

### Debat Kent vs Campoamor
Clara Campoamor i Victoria Kent van ser dues represenants polítiques que van protagonitzar un interessant debat sobre els drets de sufragi per les dones en les primeres Corts Constituents, el qual va estar estretament seguit per tota la cambra i els mitjans de comunicació del moment.
Kent, apostava per la capacitació de la dona, requisit indispensable per atorgar el dret a vot femení amb ple criteri, ja que si no fos així existia el perill que exercirien aquest dreta amb influència dels seus marits ó l'Església catòlica, i malmetria la naturalesa secular de la Segona República, portant a un govern de dretes. En aquest sentit, pensava que era millor ocupar-se d'assumptes de tipus social als que també s'enfrontaven les dones en aquell moment, i deixar el tema del sufragi femení per més endavant, quan la dona hagués avançat ane matèria educativa i l'amença de la dreta hagués minvat. Paradoxalment, aquest punt de vista va tenir més suport de la dreta espanyola: CEDA, catòlics i tradicionalistes, durant el període de debat constituent. En seu discurs Kent exposava els seus arguments:
| « | "... En este momento vamos a dar o negar el voto a más de la mitad de los individuos españoles y es preciso que las personas que sienten el fervor republicano, el fervor democrático y liberal republicano, nos levantemos aquí para decir: es necesario aplazar el voto femenino. Y es necesario Sres. diputados, aplazar el voto femenino, porque yo necesitaría ver, para variar de criterio, a las madres en la calle pidiendo escuelas para sus hijos; yo necesitaría haber visto en la calle a las madres prohibiendo que sus hijos fueran a Marruecos; yo necesitaría ver a las mujeres españolas unidas todas pidiendo lo que es indispensable para la salud y la cultura de sus hijos. Por esto, Sres. diputados, por creer que con ello sirvo a la República, como creo que la he servido en la modestia de mis alcances, como me he comprometido a servirla mientras viva, por este estado de conciencia es por lo que me levanto en esta tarde a pedir a la Cámara que despierte la conciencia republicana, que avive la fe liberal y democrática y que aplace el voto para la mujer. Lo pido porque no es que con ello merme en lo más mínimo la capacidad de la mujer; no Sres. diputados, no es cuestión de capacidad; es cuestión de oportunidad para la República... | » |

Campoamor va apostar pel dret a vot per a les dones en debat de les Corts l'1 d'octubre de 1931, declarant que no havia d'atorgar-se a les dones el dret de votar com a premi, sinó com a compensació per haver lluitat en favor de la República, recordant la seu posicionament contra Guerra del Rif, la Guerra de Cuba i la clausuria de l'Ateneo de Madrid per Primo de Rivera. En el discurs de rèplica Campoamor contestaria:
| « | "¿Es que no han luchado las mujeres por la República? ¿Es que al hablar con elogio de las mujeres obreras y de las mujeres universitarias no se está cantando su capacidad? Además (...), ¿se va a ignorar a todas las que no pertenecen a una clase ni a la otra? (...) ¿Cómo puede decirse que la mujer no ha luchado y que necesita una época, largos años de República, para demostrar su capacidad? ¿y por qué no los hombres? (...) Pero, además, Sres. diputados, (...) decid si habéis votado sólos, si os votaron sólo los hombres [varios responden que sí, otros que no] (...). Pues entonces, si afirmáis que la mujer no influye para nada en la vida política del hombre, estáis —fijaos bien— afirmando su personalidad, afirmando la resistencia a acataros. ¿y es en nombre de esta personalidad, que con vuestra repulsa reconocéis y declaráis, por lo que cerráis las puertas a la mujer en materia electoral? ¿Es que tenéis derecho a hacer eso? No; tenéis el derecho que os ha dado la ley, la ley que hicisteis vosotros, pero no tenéis el derecho natural, el derecho fundamental, que se basa en el respeto a todo ser humano, y lo que hacéis es detentar un Poder; dejad que la mujer se manifieste y veréis cómo ese Poder no podéis seguir detentándolo (...). No es desde el punto de vista del principio, es desde el temor que aquí se ha expuesto (...) como se puede venir a discutir el derecho de la mujer a que le sea reconocido en la Constitución el de sufragio. y desde el punto de vista práctico, utilitario, ¿de qué acusáis a la mujer? ¿Es de ignorancia?... | » |

Victoria Kent, juntament amb Nelken havien fundat l'Asociación Nacional de Mujeres Españolas (ANME), organització alineada amb el socialisme radical, i arrenglerada amb el PSOE. Campoamor va crear el novembre de 1931 de Unión Republicana Femenina es volia constituir una plataforma en defensa exclusia del sufragi femení, adherint-se finalment al partit Izquierda Republicana. Campoamor va ser atacada per la premsa i bona part de l'arc parlamentari masculí per la defensa del sufragi femení i se la va acusar d'haver causat la derrota a les legislatives del 1933, perdent el seu escó. Kent fou una advocada compromesa amb el seu temps. Primera dona en actuar davant un consell de guerra en defensa d'Alvaro de Albornoz el 1930 amb resultat absolutori que li va atorgar gran prestigi. Accepà el càrrec de Directora General de Presons per part del primer govern republicà, però va haver de dimitir el 1932 per culpa de  Manuel Azaña, tal com ho va fer la seva companya Margarita Nelken. Paradoxalment cap de les dues va ser escollida diputada el 1933, les dues es van haver d'exiliar al final de la Guerra Civil i cap va tornar a morir a territori espanyol.

### Activitat política
El debat polític que es va desenvolupar durant la Segona República també va suposar que per primer cop en la història existís un entorn en què les dones i el moviment feminista es podrien manifestar lliurement. Majoritàriament, les dones estaven apartades dels grups polítics organitzats, fins i tot dels que deien estar a favor de la igualtat de gènere. Sindicats importants com la Unió General de Treballadors (UGT) o la Confederació Nacional del Treball (CNT) ignoraven les necessitats específiques de les dones, com el permís de maternitat, prestacions per a la cura de la família i igualtat de salari; i es centraven en les necessitats generals dels seus associats. La CNT perpetuava la desigualtat de gènere, pagant a les seves empleades menys que als homes en posicions comparables. Al voltant de 1932, només el 4% dels afiliats d'UGT eren dones.
Un dels reptes més importants a què es van haver d'enfrontar les dones de l'esquerres va ser el marxisme, que prioritzava la qüestió de la igualtat de classes per sobre dels assumptes de gènere. Per anarquistes, sindicalistes, comunistes i socialistes, aquest punt va tenir com a conseqüència que els homes que lideraven les entitats i organitzacions desestiméssin les necessitats de les dones.A la dona no se li permetia participar en el mateix pla d'acció ja que les seves necessitats no estaven directament relacionades amb la lluita de classes. Alguns homes d'esquerres, tant de partits polítics com de sindicats, estaven en contra de l'entrada de la dona al mercat laboral, ja que consideraven que els seus salaris inferiors podien ser un incentiu per reduir els salaris dels homes per part dels empresaris.
Tot i les diferències ideològiques, les representants dels diferents partits polítics es reunien per tractar els assumptes polítics del moment. A més, treballaven juntes per mobilitzar les dones perquè protestessin per qüestions que consideraven importants. Una d'aquestes mobilitzacions va tenir lloc el 1934, quan el govern de la Republica es va plantejar cridar a files als militars en reserva per dur a terme una acció militar al Marroc. En poques hores la notícia va arribar als carrers, i les polítiques d'esquerres van organitzar una marxa de dones a Madrid per protestar contra aquesta proposta. Moltes van ser arrestades, portades a la prefectura de policia i més tard alliberades.

#### Anarquistes
El lideratge masculí del moviment anarquista va excloure en general i deliberadament les dones, incidint a desanimar-les perquè no tractessin d'aconseguir posicions capdavanteres. Les dones van ser mantingudes fora de les dues principals organitzacions, la Confederació Nacional del Treball (CNT) i la Federació Anarquista Ibèrica (FAI). La violència fou també tinguda en compte com un instrument de canvi de la realitat social que els envoltava i de cultura de classe paral·lelament als seus companys homes.
Al voltant de juliol de 1935, la CNT tenia una afiliació d'entorn de 850 000 membres, i organitzats per regió i sector d'ocupació.Malgrat tenir un important nombre de dones afiliades, la CNT va ignorar també les seves necessitats concretes i es van centrar en les generals, perpetuant a més la desigualtat salarial.
Les dones de la FAI també van tenir moltes dificultats per unir-se a l'organització, i encara més per arribar a posicions de lideratge. Per la seva banda, la Federació Ibèrica de Joventuts Libertàries (FIJL, JJLL o JJAA) va ser fundada el 1932 com una organització de joventuts anarquistes, per convertir-se posteriorment en la tercera organització anarquista més important de l'època. Pel que fa a la participació femenina en l'organització diferents estudis mostren una baixa implicació a nivell general, sent del 15% pel periode 1932-1936, percentatge que s'incrementa al 20% en ple conflicte civil 1938-1939.
Aquesta desafecció i tensions existents dins l'anarquisme va portar a la creació de Mujeres Libres per Lucía Sánchez Saornil, Mercè Comaposada i Amparo Poch y Gascón el maig de 1936, poc abans de l'incici de la guerra. Suceso Portales va ser vicesecretària nacional de l'organització. Inicialment basada a Madrid i Barcelona, l'organització tenia el propòsit de buscar l'emancipació de les dones. Un dels seus objectius era "lluitar contra la triple esclavitud que (les dones) ha patit: l'esclavatge de la ignorància, l'esclavatge com a dones i l'esclavatge com a treballadores". L'organització va arrossegar moltes milicianes del moviment anarquista.

#### Antifeixistes
El Partit Obrer d'Unificació Marxista (POUM) va ser una de les principals organitzacions antifeixistes durant la Segona República. Els seus objectius a la primera part d'aquest període consistien en empoderar les dones de la classe treballadora. En aquest sentit, la Secretaria de la Dona del POUM va posar en marxa comitès de dones de veïnat per abordar les preocupacions quotidianes de les dones que vivien en àrees específiques. Aquesta entitat també va impartir formació sobre l'ús d'armes per a dones a ciutats com Barcelona. Volien que les dones se sentissin preparades per a una guerra que semblava inevitable.
També coneguda com l'Agrupació Cultural de Dones a Barcelona, el grup de dones del POUM també va organitzar classes que atreien centenars de dones participants. Se centraven en higiene, teixit, costura, lectura, benestar infantil i cobrien una àmplia gamma de temes, inclòs el socialisme, els drets de les dones i l'origen de les identitats religioses i socials. En aquest període es van mantenir contactes entre Alfred Martínez del POUM i les directores de Mujeres Libres a Madrid sobre la possibilitat de formar una aliança, encara que finalment no es va arribar a res.

#### Comunistes
Durant la Segona República, el Partit Comunista d'Espanya (PCE) van començar a reconèixer la importància de les dones amb una cerca activa per ampliar la seva base femenina a partir del 1932.Per avançar en aquest objectiu, es va crear la primera organització comunista de dones, el Comitè de Dones contra la Guerra i el Feixisme a Espanya, en el marc del Comitè Mundial contra la Guerra i el Feixisme que pretenia atraure les dones als sindicats comunistes el 1933. El Comitè de Dones va ser impulsat per la feminista francesa Gabrielle Duchêne i la participació de les britàniques Charlotte Despard, Sylvia Pankhurst, Ellen Wilkinson i Vera Brittain entre d'altres. El seu manifest fou publicat el 1934. La membresía per a dones a la secció d'Astúries del PCE el 1932 era d'unes 330 dones, i va continuar creixent. El 1937 s'havia incrementat fins a 1.800 dones afiliades..
El Comité Español de Mujeres contra la Guerra y el Fascismo va ser fundat com a organització de dones afiliada al Partit Comunista d'Espanya el 1933. Era un moviment feminista de classe mitjana. Dolores Ibárruri, Carmen Loyola, Encarnación Fuyola Miret, Irene Falcón, Elisa Úriz Pi i María Martínez Sierra, van assistir a la reunió del Comité Mundial de Mujeres contra la Guerra y el Fascismo del 1933 a França com a part d'un grup més gran en representació de les faccions comunistes, anarquistes i socialistes d'Espanya.
El VII Congrés Comintern de Moscou el 1935 va tenir dos representants del PCE, Ibárruri i José Díaz Ramos. Ibárruri va anar consolidant el seu prestigi durant la Segona República, i més tard en la il·legalització del Partit Comunista. Les dones del Partit Comunista d'Espanya van haver de fer front al sexisme de manera habitual al seu dia a dia, cosa que els va impedir arribar a llocs de lideratge. Els van negar la possibilitat d'instruir-se, mantenint-les fora de les classes de formació ideològiques. Els companys de partit insistien que les dones no eren capaces de liderar perquè no havien estat educades per fer-ho.

#### Republicanes
El Partit Republicà Radical (PRR) de Lerroux, era el partit espanyol més important. Tot i la fragmentació de l'esquerra, hi havia centres comunitaris de dones comunistes i del PRR, on es relacionaven les dones d'esquerres i parlaven de la situació política del moment durant el període inicial de la Segona República. Entre els seus participants van estar Dolores Ibárruri, Victoria Kent i Clara Campoamor. En els seus postulats reconeixien el divorci, l'equipració de fills naturlas i legítims i la col·locaciói de la dona en règim d''igualtat de bens.
Moltes d'aquestes dones estaven molt mes capacitades que molts dels seus companys homes. Aquesta col·laboració entre partits era vista pels dirigents homes com una amenaça. Així, els líders del PRR el 1934 les van parar posant agents de policia a l'entrada per mantenir els membres d'altres partits fora d'aquelles reunions. Com a conseqüència, moltes dones van deixar aquest partit..

#### Socialistes
Els comitès de dones no tenien gaire força dins l‟estructura de govern del partit socialista. Com a conseqüència d'això, no van tenir gaire èxit en la defensa dels seus drets. Entre las dones socialistes més rellevants del moment cal esmentar a Matilde Huici, Matilde Cantos i Matilde de la Torre.
Alguns homes dins del PSOE van començar a propugnar un enfocament més agressiu d'oposició a la dreta espanyola, mantenint aquest mateix punt de vista a mesura que avançava la Segona República,i sobrevivint enmig de cada cop més nombrosos conflictes laborals i lluites de poder de base masculina. No obstant això, aquestes idees no van arribar a penetrar en el sector femení.
Margarita Nelken era la dirigent política mes significada de les dones del PSOE. Les seves creences feministes preocupaven i amenaçaven els seus companys masculins a les Corts. La desil·lusió amb el partit la va portar a afiliar-se al Partit Comunista el 1937. Durant el període immediatament anterior a la Guerra Civil, Campoamor va intentar tornar a unir-se als socialistes espanyols però va ser rebutjada en diverses ocasions. El seu suport al sufragi universal, al divorci i els seus objectius feministes van fer un anatema per a la cúpula d'un partit fortament masculinitzada.

### La Revolució d'octubre de 1934

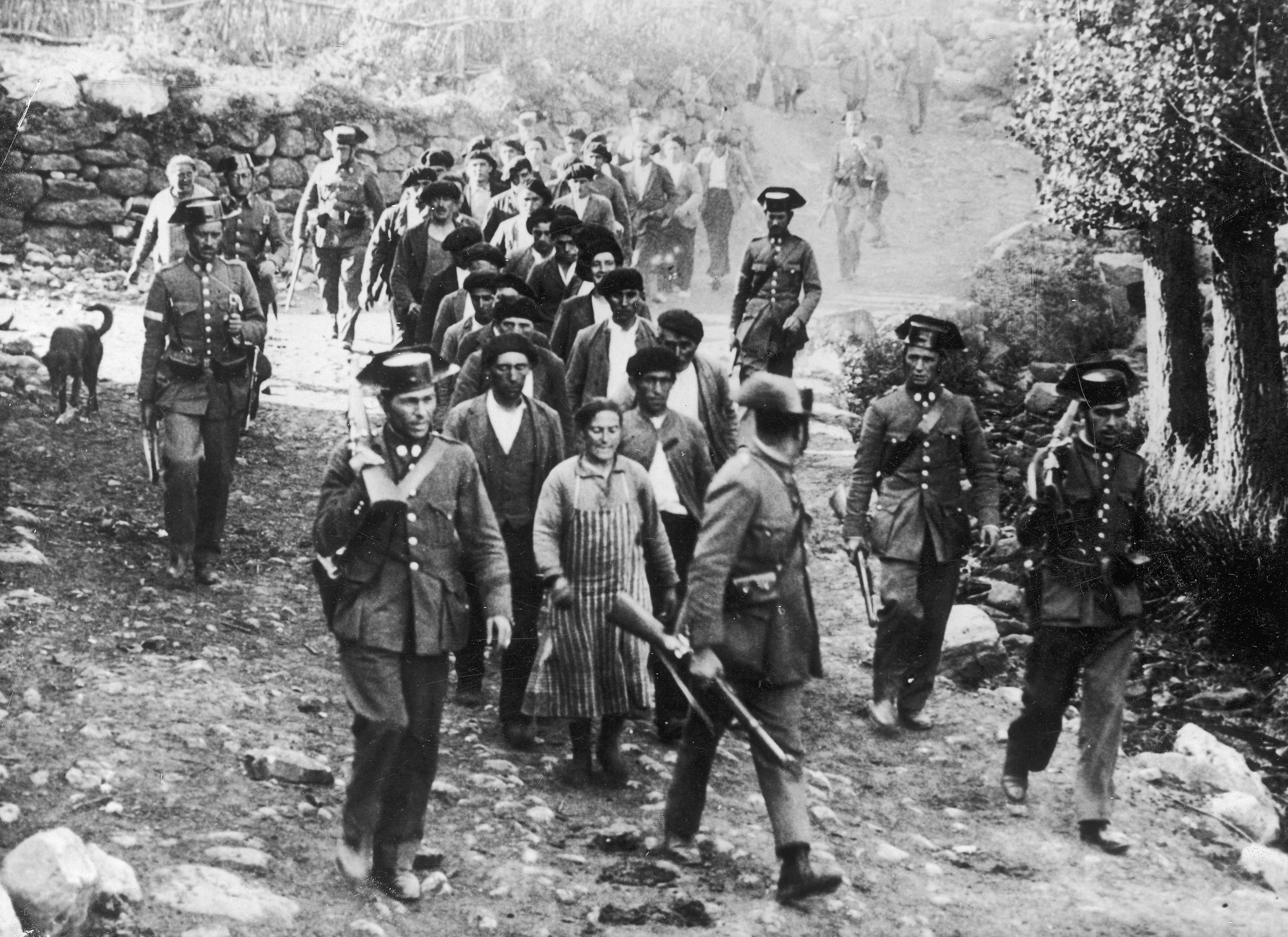
Una columna de guàrdies civils amb presoners a Brañosera (Palencia)

Les dones van jugar importants papers des de la reraguarda en un dels primers conflictes importants de la Segona República, quan milícies de treballadors van prendre el control de les mines a Astúries. Originalment planejada com a vaga nacional, el conflicte només es va implantar a Astúries. Algunes dones es van implicar en propaganda i d'altres en recolzar els miners vaguistes i empresonats lluitant pel seu alliberament. Van tenir funcions organitzatives importants entre bastidors, Dolores Ibárruri, Isabel d'Albacete i Alicia García, rebent ajuda del Comtè del PCE.
Durant el conflicte asturià, hi va haver diversos moments en què les dones van sostenir la lluiita armada. Això va generar una paranoia a la dreta espanyola sobre la creença que les dones arrabassarien per la força el poder als homes. Ni des de l'esquerra ni per la dreta no es considerava que aquestes dones estiguessin fent res heroic..De fet, els homes tractaven de limitar la seva acció política. Per a moltes, era la primera vegada que s'involucraven en un iniciativa conflicitva ja que ho feien en nom dels seus familiars empresonats.
Després que el govern sufoqués la insurrecció amb legionaris marroquins, unes 30.000 persones van ser enviades a presó i 1.000 més van morir, entre elles  Aida Lafuente va participar al front, i va morir durant el conflicte asturià. Com a resultat, el  Partit Comunista d'Espanya va intentar evitar que les seves afiliades prenguessin un rol políticament més actiu a dins del partit., buscant funcions que s'ajustessin millor al seu gènere i al marc legal més conservador que s'estava coent al llarg de la Segona República. Però a fi de comptes, el que si que es va aconseguir, va ser descoratjar la participació activa de les dones a les protestes laborals.